# Schrijftolk

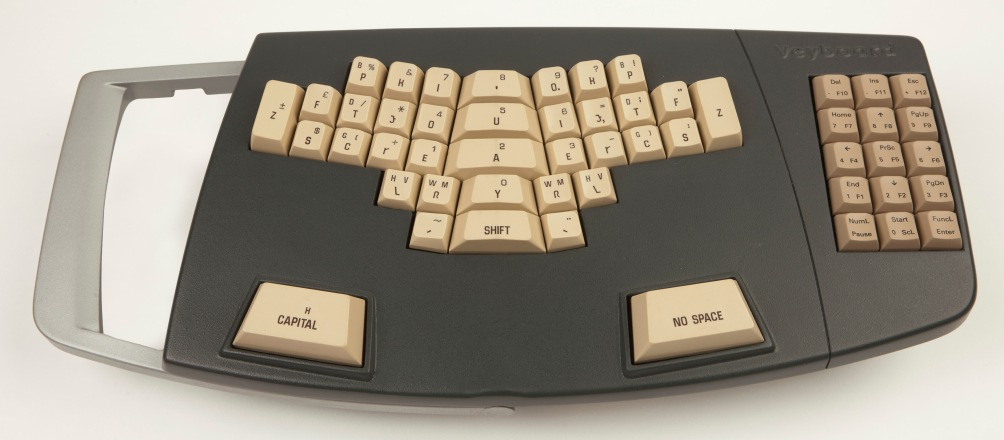
Een veyboard

Een schrijftolk, informeel ook wel audiotolk, is een tolk die gesproken taal omzet naar tekst met een Velotype of veyboard zodat wat is verteld door de aanwezigen vrijwel direct te lezen is op een pc, laptop, tablet of telefoon.
Een schrijftolk kan ingezet worden door iedereen met een hoorverlies van minimaal 35dB. Buiten het gesproken gedeelte geeft de schrijftolk ook informatie weer zoals lachen, nuances in de stem, stemverheffingen en belangrijke omgevingsgeluiden zolang het gesprek hiertoe de mogelijkheid laat.
Een schrijftolk wordt veel ingeschakeld voor plots- en laatdoven, doven die de gebarentaal niet (voldoende) machtig zijn, door mensen met een beperking in horen en zien. Het werkterrein van de schrijftolk is heel divers. Overal waar communicatie plaatsvindt en men het niet meer (voldoende) kan volgen daar kan een schrijftolk worden ingezet. 
Mensen kunnen hiervoor een aanvraag voor tolkuren doen bij het UWV. Dit kan op 3 domeinen: werk, onderwijs, leefuren (alles wat niet school en werk is)
In Nederland werkt de schrijftolk met een lettergrepentoetsenbord een zogenaamd Velotype Pro, veyboard of velotype. In Vlaanderen (België) wordt dit ook verwezenlijkt met een gewoon toetsenbord en is het zelfs mogelijk om dit gewoonweg op papier te doen. Op dit veyboard of velotype typt de tolk lettergrepen in en geen losse letters, hierdoor kan de tolk de spreeksnelheid beter bijhouden dan met een gewoon toetsenbord. De gesproken taal kan dan afgelezen worden, hetzij op het beeldscherm van de tolk, hetzij via een projector op een groter scherm. Vanzelfsprekend wordt er rekening gehouden met contrast en duidelijkheid van het lettertype maar past de tolk zich ook aan aan de wensen van de tolkgebruiker. (lettertype, kleuren, grootte enz.)
De ondertiteling via teletekst van live-televisieprogramma's wordt niet door schrijftolken met een veyboard, of velotype gedaan. Dit gebeurt middels spraaksoftware en het razendsnel verbeteren van alle fouten met een regulier toetsenbord.

## De situatie in Nederland
Marie-José Wissink was de eerste - en een paar jaar lang ook de enige - officieel geregistreerde schrijftolk in Nederland. Zij werd veel gevraagd voor tolkopdrachten in het onderwijs en stichtte op 1 september 1996 haar eigen bedrijf, 'Wissink Audiotolk'. Het bedrijf werd begin 21ste eeuw opgeheven, vanwege het feit dat alleen Tolknet door de overheid werd erkend als tolkbemiddelingsbureau.
Medio juli 2006 waren er 31 geregistreerde schrijftolken in heel Nederland. Zij werkten zelfstandig, via Tolknet of in loondienst.
Op de Hogeschool Utrecht is er sinds 2000 een eenjarige hbo-opleiding tot schrijftolk. Om de kwaliteit te verhogen wordt door de Hogeschool Utrecht een tweejarige opleiding ontwikkeld, die in het studiejaar 2007/2008 van start is gegaan. Dat is de AD schrijftolk. Verder doorstuderen voor een bachelor Nederlandse Gebarentaal behoort dan ook tot de mogelijkheden. Wie beide opleidingen afrond wordt een combitolk genoemd. Een combitolk mag ingezet worden als schrijftolk en als tolk NGT/NmG (Nederlandse gebarentaal/ Nederlands ondersteund met Gebaren).

## De situatie in Vlaanderen
In 2002 begon de vzw Mentor (te Kortrijk) met de opleiding "schrijftolk-notetaker". Dat was naar aanleiding van de grote behoefte onder de groep doven/slechthorenden die niet of onvoldoende de Vlaamse Gebarentaal beheersten. Voorheen deden tolken in gebarentaal soms ook typewerk, maar die konden de vraag niet aan of vonden zichzelf niet vaardig genoeg.
Vanaf 1 februari 2004 verzorgt Mentor samen met VSPW Gent de modulair opgebouwde opleiding Graduaat Tolk voor Doven. Binnen de opleiding kan gekozen worden uit de opties Tolk Vlaamse Gebarentaal of Schrijftolk/Notetaker.
In juli 2006 heeft de Vlaamse regering het beroep van schrijftolk erkend.

## Niet-erkende schrijftolken
Er zijn schrijftolken die de vereiste opleiding (nog) niet hebben gedaan. Ze zijn als zodanig geen erkende tolken en ook geen lid van een beroepsvereniging, behalve studenttolken. De studententolken mogen lid van een beroepsvereniging worden zolang ze aan de hogeschool studeren. Niet-erkende tolken kunnen het minimumloon en de reiskosten uitbetaald krijgen voor het uitvoeren van tolkopdrachten.
Er zijn in dit kader twee groepen te onderscheiden:
- Student-schrijftolk

Studenten moeten om te kunnen afstuderen een bepaald aantal uren tolken en minimaal 500 tekens per minuut kunnen typen met een maximum van 1% aan typfouten.
Gedurende de opleiding mogen ze in stage B (de tweede vaardigheidsstage) mee met afgestudeerde tolken om die ervaring op te doen in echte situaties.
- Notitiemaker

Een notitiemaker (soms ook communicatie-assistent genoemd) heeft geen professioneel veyboard, er wordt hem een computer of laptop ter beschikking gesteld door de opdrachtgever waarop hij het gezegde kan typen. De enige eis die aan een notitiemaker wordt gesteld is dat hij een cursus blind typen heeft gevolgd.